# 米氏鲟
米氏鲟（学名：Acipenser mikadoi）也称萨哈林鲟、库页岛鲟、太平洋鲟，是鲟科鲟属的一种，分布于太平洋西北部海域及沿岸的河流中。